# Pump Up the Valuum
Pump Up the Valuum to ósmy album studyjny punkowej grupy NOFX. Płyta została opublikowana w roku 2000 przez wytwórnię Epitaph.

## Lista utworów
Wszystkie utwory autorstwa  Fat Mike'a
1. "And Now For Something Completely Similar" – 0:58
2. "Take Two Placebos And Call Me Lame" – 2:25
3. "What's The Matter With Parents Today?" – 1:58
4. "Dinosaurs Will Die" – 2:58
5. "Thank God It's Monday" – 1:39
6. "Clams Have Feelings Too (Actually They Don't)" – 2:32
7. "Louise" – 1:49
8. "Stranger Than Fishin'" – 1:05
9. "Pharmacist's Daughter" – 1:58
10. "Bottles To The Ground" – 2:20
11. "Total Bummer" – 2:13
12. "My Vagina" – 2:36
13. "Herojuana" – 2:46
14. "Theme From A NOFX Album" – 4:16

## Twórcy
- Fat Mike - wokal, gitara basowa
- Eric Melvin - gitara
- Eric Sandin - perkusja
- El Hefe  - gitara